# آندرئا دال کول
آندرئا دال کول (ایتالیایی: Andrea Dal Col؛ زادهٔ ۳۰ آوریل ۱۹۹۱) دوچرخه‌سوار اهل ایتالیا است.

## باشگاهی
از باشگاه‌هایی که در آن رکاب زده‌است می‌توان به ویلیر تریستینا–سله ایتالیا اشاره کرد.